# Pendolino Sm3

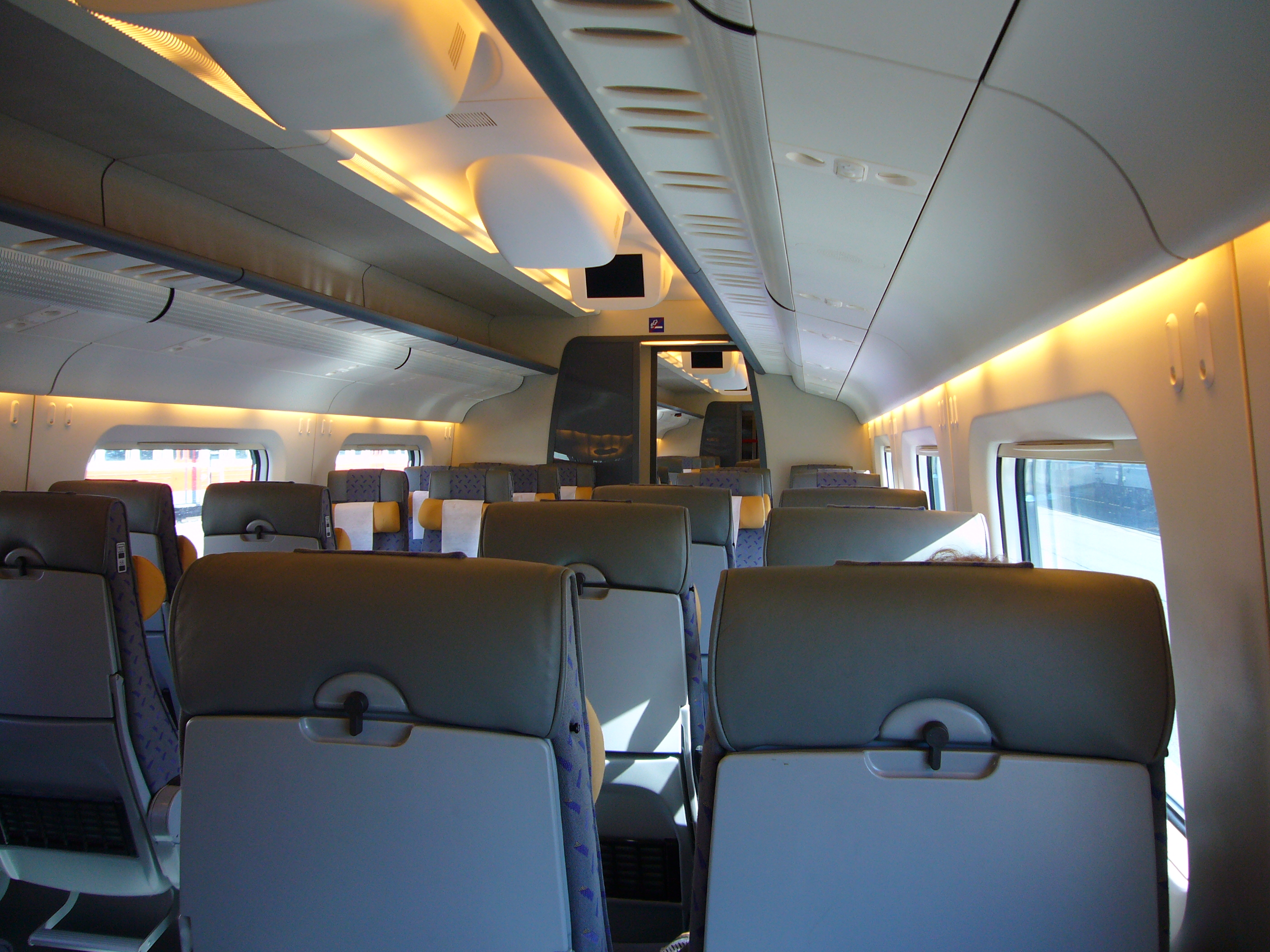
Aménagement intérieur du Pendolino Sm3 finnois

Le Pendolino Sm3 aussi appelé Pendolino S220 à l'origine et généralement simplement Pendolino, est un train à grande vitesse pendulaire exploité par les chemins de fer finlandais VR-Yhtymä Oy.
Ce train fait partie de la grande famille des rames italiennes Pendolino. Sa conception est basée sur la version ETR 460. Les deux premières rames ont été assemblés en Finlande par le groupement d'entreprises locales Rautaruukki-Transtech Oy en 1993/4. Le reste de la série des dix-huit rames automotrices a été fabriqué directement en Italie par FIAT Ferroviaria selon le calendrier établi à la commande, entre 2000 et 2006. Ces trains pendulaires à grande vitesse desservent la plupart des grandes villes de Finlande comme Helsinki, Turku, Oulu et Joensuu avec une vitesse commerciale de 220 km/h bien que cette vitesse ne puisse être atteinte qu'entre Kerava et Lahti car les autres lignes ne supportent encore pas cette vitesse. La rame développe une puissance de 4 000 kW et pèse 328 tonnes.
Le Pendolino SM3 a subi une phase expérimentale au niveau du prototype, relativement longue avant la commande de la série principale. Bien que la presse locale ait cru déceler des problèmes de fiabilité du fait de la longueur des tests opérés, aucun souci de fiabilité n'a jamais été mis en avant. La seule difficulté a été connue durant l'hiver 2011-2012 quand le système de pendulation a dû être désactivé à cause des conditions météorologiques exceptionnelles, avec une quantité de neige telle que le gabarit minimal n'aurait pas pu être garanti avant le passage du Pendolino, avec son inclinaison dans certaines courbes difficiles. Le Pendolino Sm3 a néanmoins toujours fait l'objet de commentaires positifs de la part des passagers et a permis d'accroître notablement les vitesses commerciales sur le réseau ferroviaire finlandais.

## Histoire

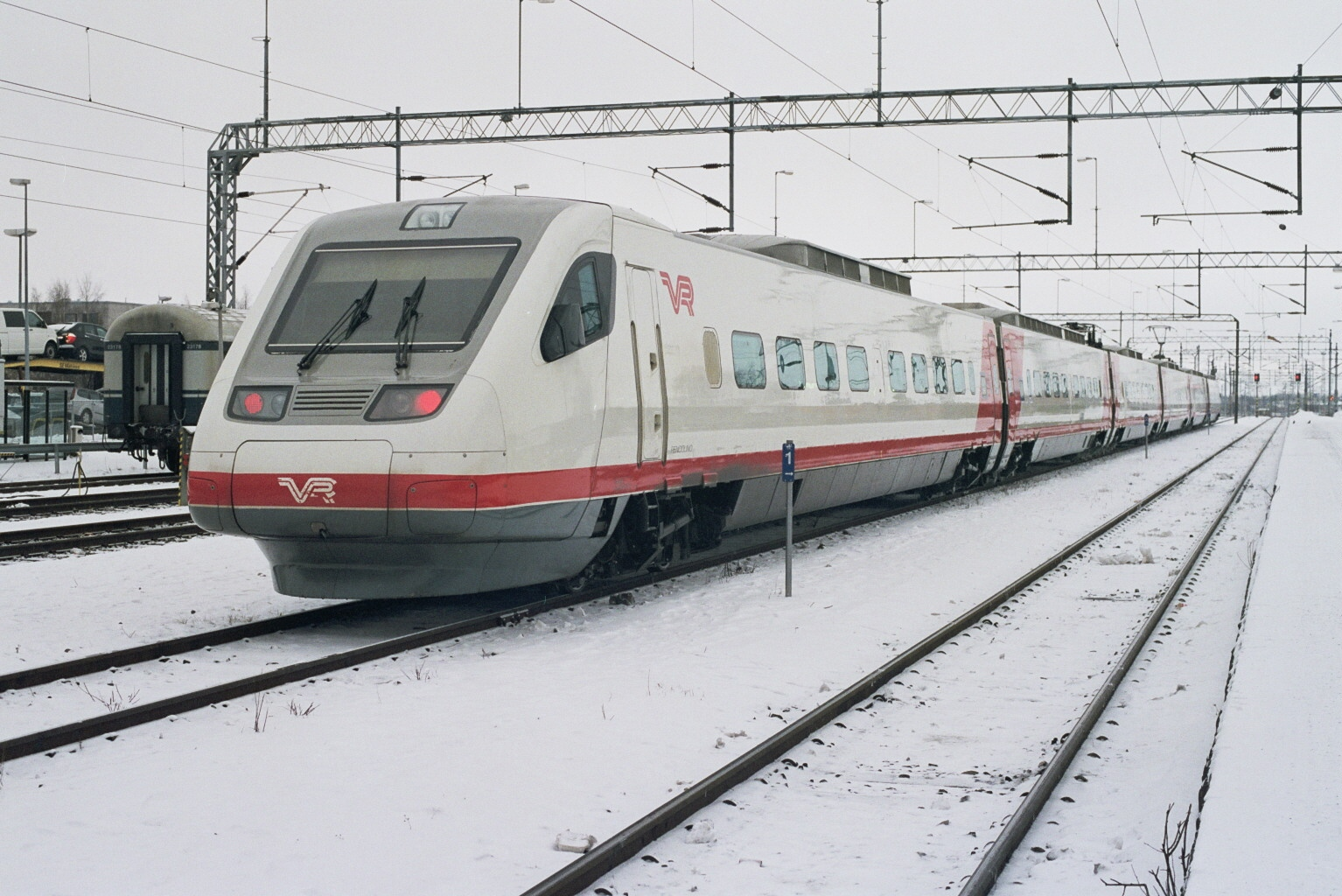
Une rame Pendolino Sm3 à Oulu dans sa livrée originale rouge/blanc

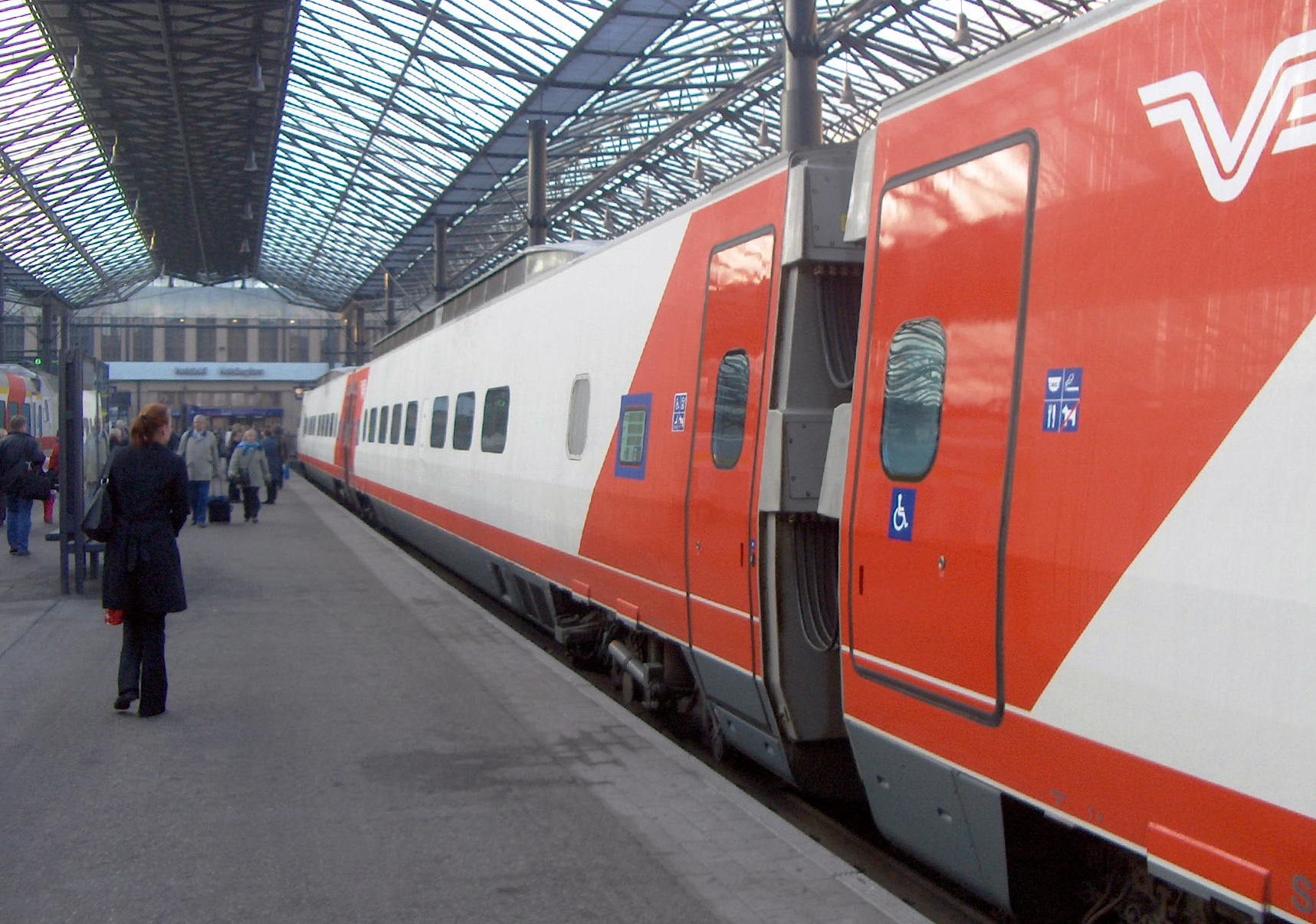
Une rame Pendolino en gare d'Helsinki

### 1992: la commande
Après la fin des tests, le 7 février 1992, VR-Yhtymä Oy, les chemins de fer finlandais ont signé une commande d'un montant de deux milliards de Mark finlandais pour l'acquisition de rames Pendolino : deux unités en commande ferme immédiate et une tranche optionnelle de 23 autres rames.
Le Pendolino a été préféré au ABB SJ2000 de son concurrent suédois en raison d'un coût d'achat nettement moins élevé (50 millions de FIM contre 70 millions pour le SJ2000) et surtout parce que le train italien était déjà en service auprès d'autres opérateurs alors que la rame suédoise était seulement en cours de définition.
Seuls ces deux trains pendulaires ont été pris en considération en raison de la tension d'alimentation du réseau ferré finlandais,.
Grâce à son système pendulaire, le Pendolino, contrairement à tous les autres trains à grande vitesse européens comme le TGV français, le Thalys ou l'AVE espagnol, ne nécessite pas la construction de voies ferrées nouvelles. Il peut rouler sur les lignes existantes, ce qui était très important pour VR car il augmente la vitesse commerciale de 35 % par rapport aux trains traditionnels. Cela peut présenter des conséquences positives et négatives. En effet, les trains ne peuvent pas atteindre une vitesse aussi élevée que le TGV français, en raison de la nature des lignes existantes mais le climat du pays ne permettrait pas non plus de faire rouler des trains aussi vite en hiver. Le Pendolino peut par contre réduire notablement la durée des trajets tout en offrant un confort bien supérieur aux passagers à grande vitesse sur ces voies anciennes en s'inclinant dans les courbes. Après maintes études comparatives, cette option a été considérée comme la meilleure, beaucoup moins onéreuse que la reconstruction du réseau ferré lui-même en raison de la très faible densité de population de la Finlande et des longues distances qui séparent les villes.
À l'origine, ce train était appelé SM200 mais en mai 1995, il a été officiellement renommé Sm3 selon la nouvelle nomenclature de classification des unités multiples de VR Group.
Il était prévu que le train, comme en Italie et les autres pays qui l'utilisent, puisse rouler à la vitesse de 250 km/h et raccourcir de façon encore plus significative les temps de parcours entre les grandes villes. On avait imaginé que le trajet entre Helsinki et Turku puisse passer de 2 heures et 7 minutes à 1 h 28 min en 2010 mais la vitesse maximale du train a été volontairement limitée à 220 km/h et la durée du trajet est de 1 h 44.

### 1993-1997: Test des prototypes
Une motrice d'un Pendolino ETR 460 a été livrée par bateau depuis l'Italie en mars 1993 pour procéder aux essais. Elle a été utilisée pour tester la façon dont le Pendolino de base se comporterait en plein hiver sur le réseau ferré du nord de la Finlande, en Carélie, entre Nurmes et Vieki. La motrice du Pendolino fut équipée de nouveaux bogies à Hanko car elle avait été prélevée sur un lot destiné aux FS — chemins de fer italiens qui disposent d'un écartement standard tandis que la Finlande a opté pour un écartement large de 1 524 mm.
La rame de test comportait une seule voiture, construite par Transtech selon les spécifications de Fiat Ferroviaria, qui a ensuite été incluse dans la première rame fabriquée localement, la quatrième voiture, la voiture TT 7401.
Avant que la première rame entière ne soit terminée, de nombreuses séries de tests ont été effectuées avec seulement les trois premières voitures, dès la fin de l'année 1994.
Le premier train complet a été dévoilé à la presse le 14 octobre 1994 et les deux premières rames ont commencé leur trafic de test régulier le 27 novembre 1995 entre Helsinki et Turku sur la voie ferrée côtière.
Les tests ont été suspendus au bout de trois mois, fin février 1996, en raison de difficultés techniques électriques. Ils ont repris et VR a annoncé en 1997 que les opérations de mise en service normales du Pendolino allaient commencer. La capacité du train à faire face au long et rigoureux hiver finlandais avait été mise en question, mais VR a toujours nié que le froid avait pu être un facteur déterminant dans les quelques pannes électriques rencontrées.

### 1997-2006: La série principale

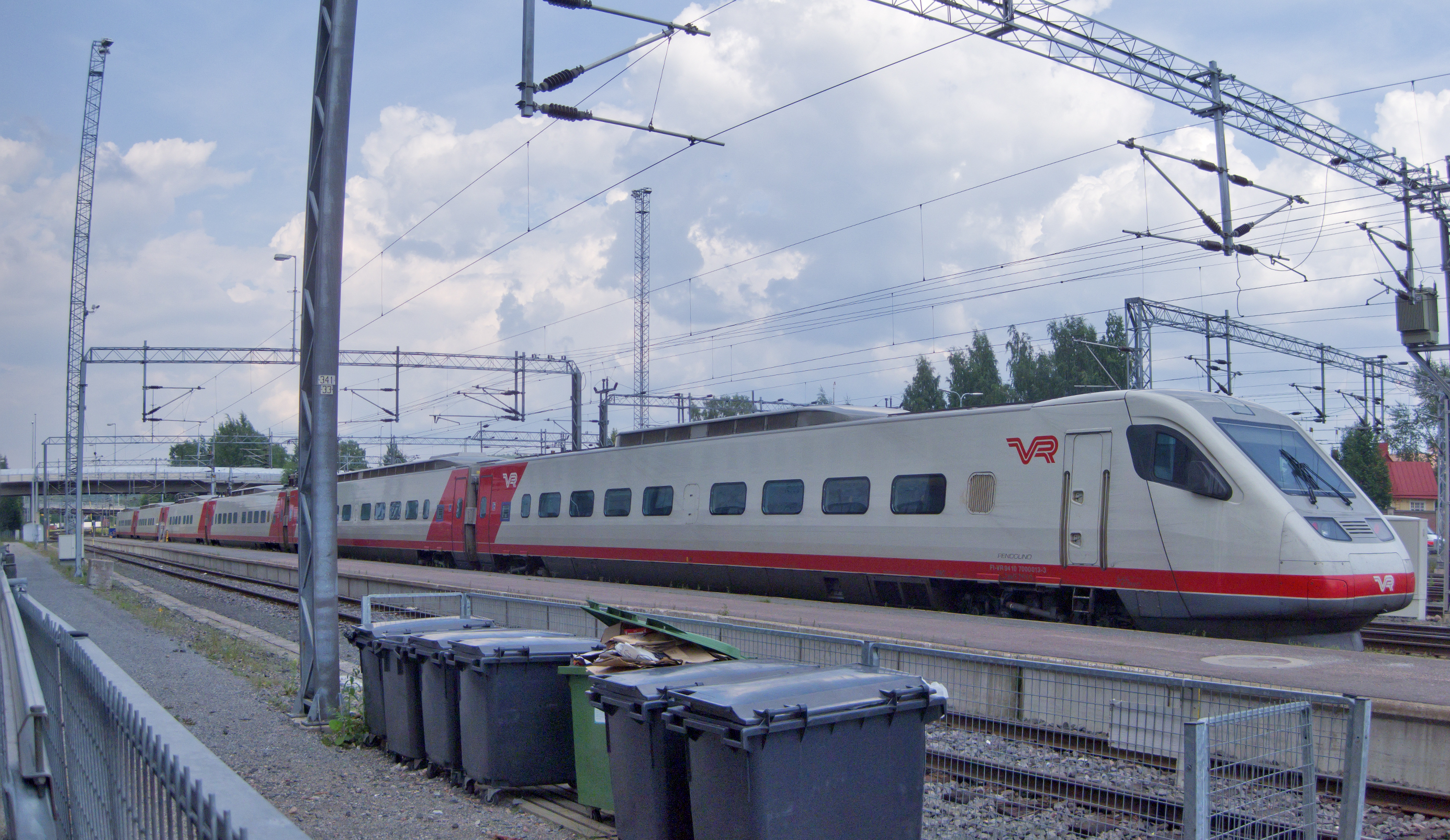
Un Pendolino Sm3 à quai en gare de Jyväskylä.

Tous les tests prirent fin en août 1997. Les deux premières rames avaient parcouru un total de 815 000 km au cours de 3 870 voyages entre Helsinki et Turku.
Seulement six trajets sur les presque 4 000 ont été annulés en raison de problèmes techniques. Le PDG de VR, Henri Kuitunen, a formulé un avis très positif sur le nouveau train en 1998, indiquant que les passagers apprécient le confort, le gain de temps sur le trajet et que VR avait fait un bon achat Le nombre de passagers a augmenté de 17 % entre Helsinki et Turku en 1997 .
Huit rames supplémentaires du Pendolino ont été commandées fin 1997 et livrés entre 2000 et 2002,. Ces rames diffèrent légèrement des deux prototypes. Elles ont été construites en Italie dans les usines de Fiat Ferroviaria alors que les deux premières rames ont été assemblées en Finlande par Rautaruukki et Transtech. Les nouveaux trains Pendolino ont reçu immédiatement les autorisations de circuler sur les longs trajets. Ils ont assuré la liaison entre Helsinki et Jyväskylä le 22 octobre 2001.
En juin 2002, une fois les voies adaptées, le parcours a été rallongé de Tampere à Oulu et de Jyväskylä à Kuopio.
L'un des huit trains de cette série (numéro 7x08) a été endommagé pendant son transport maritime en octobre 2001. Le convoi avait peut-être été mal sécurisé et les amarres se sont desserrées pendant une grosse tempête sur l'Atlantique, causant presque le naufrage du navire M/S Traden. Grâce à l'intervention de l'équipage du navire, il a été en mesure d'atteindre Le Havre et le train a été renvoyé en Italie pour y être réparé,.
Les huit derniers trains ont été commandés en 2002 et livrés en 2004-2006, ce qui constitua la finalisation de la flotte de 18 trains. Ces nouveaux trains ne portent plus la marque Fiat Ferroviaria mais Alstom Ferroviaria, la branche spécialisée du constructeur italien ayant été vendue en 2001. À ce stade, il était devenu évident que les limites de vitesse imposées par l'état du réseau ferroviaire finlandais étaient trop faibles pour laisser rouler à leur vitesse maximale des trains comme le Pendolino,.
Même si ce choix mûrement réfléchi avait été dicté dans le seul but de ne pas devoir financer des travaux coûteux de construction de nouvelles voies ferrées rapides, des travaux d'amélioration de celles-ci furent rendus obligatoires, ce qui eut pour conséquence de permettre aux nouveaux trains non pendulaires d'augmenter leur vitesse commerciale. La différence de vitesse entre le Pendolino et les nouveaux trains traditionnels non pendulaires est ainsi devenue minime.
Les rames Pendolino Sm3 ont été autorisées à circuler à leur vitesse de fonctionnement maximale seulement en 2006, quand une nouvelle ligne de chemin de fer a été ouverte entre Kerava et Lahti.
Finalement, sept rames Pendolino qui étaient prévues en option dans le contrat n'ont jamais été commandées.

### 2006: la nouvelle ère

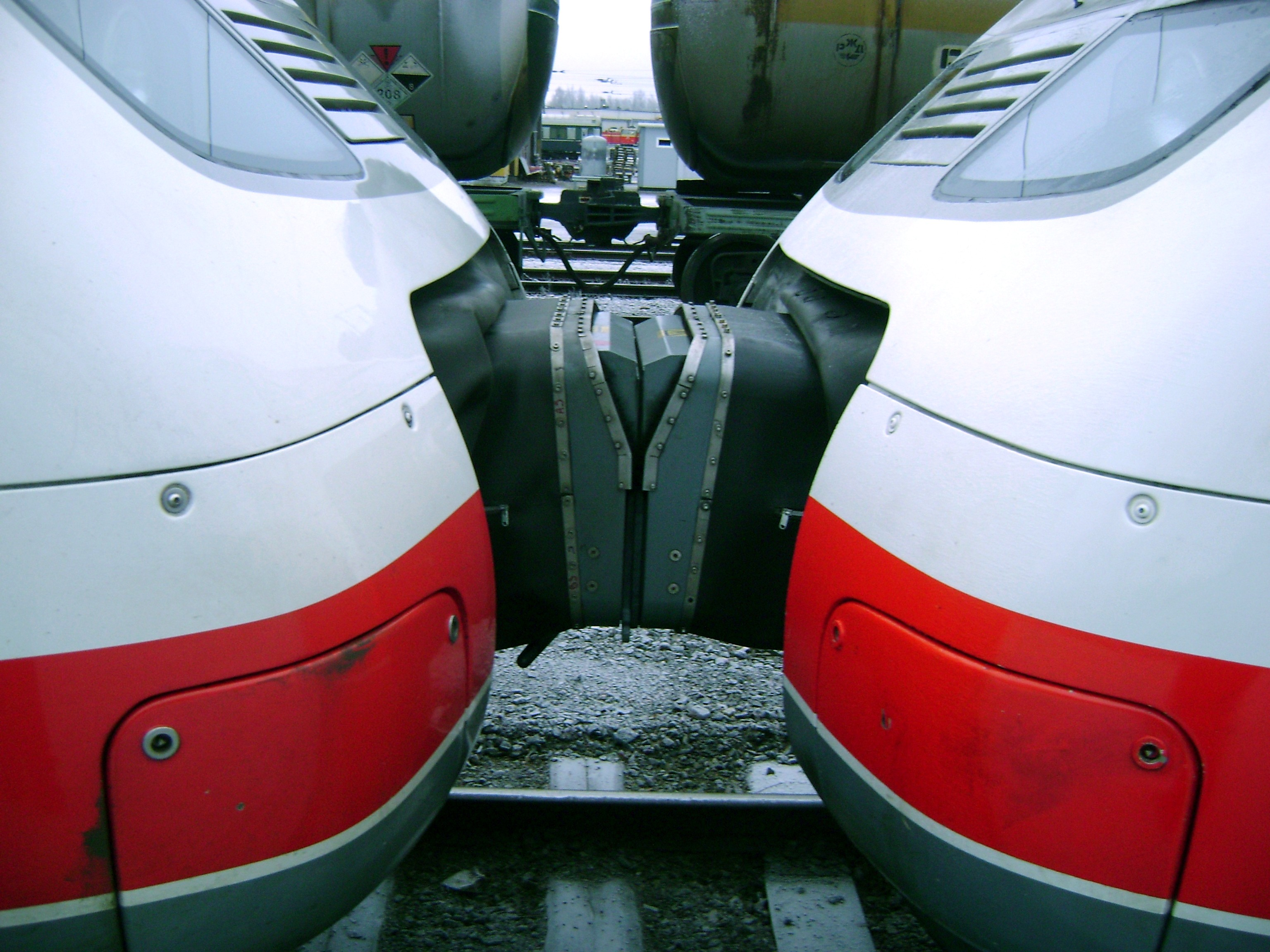
L'élément de couplage de deux rames Pendolino Sm3.

La direction de VR a annoncé l'arrivée de la flotte complète des Pendolino Sm3 avec pour slogan « New Era train » (soit « le train nouvelle ère », en finnois : Uusi juna-Aika). Le 3 septembre 2006, la ligne entre Kerava et Lahti a été officiellement ouverte et les horaires modifiés pour profiter de tout le potentiel des Pendolinos Sm3. La durée du trajet entre Helsinki et le secteur oriental de la Finlande a été réduite d'une heure.

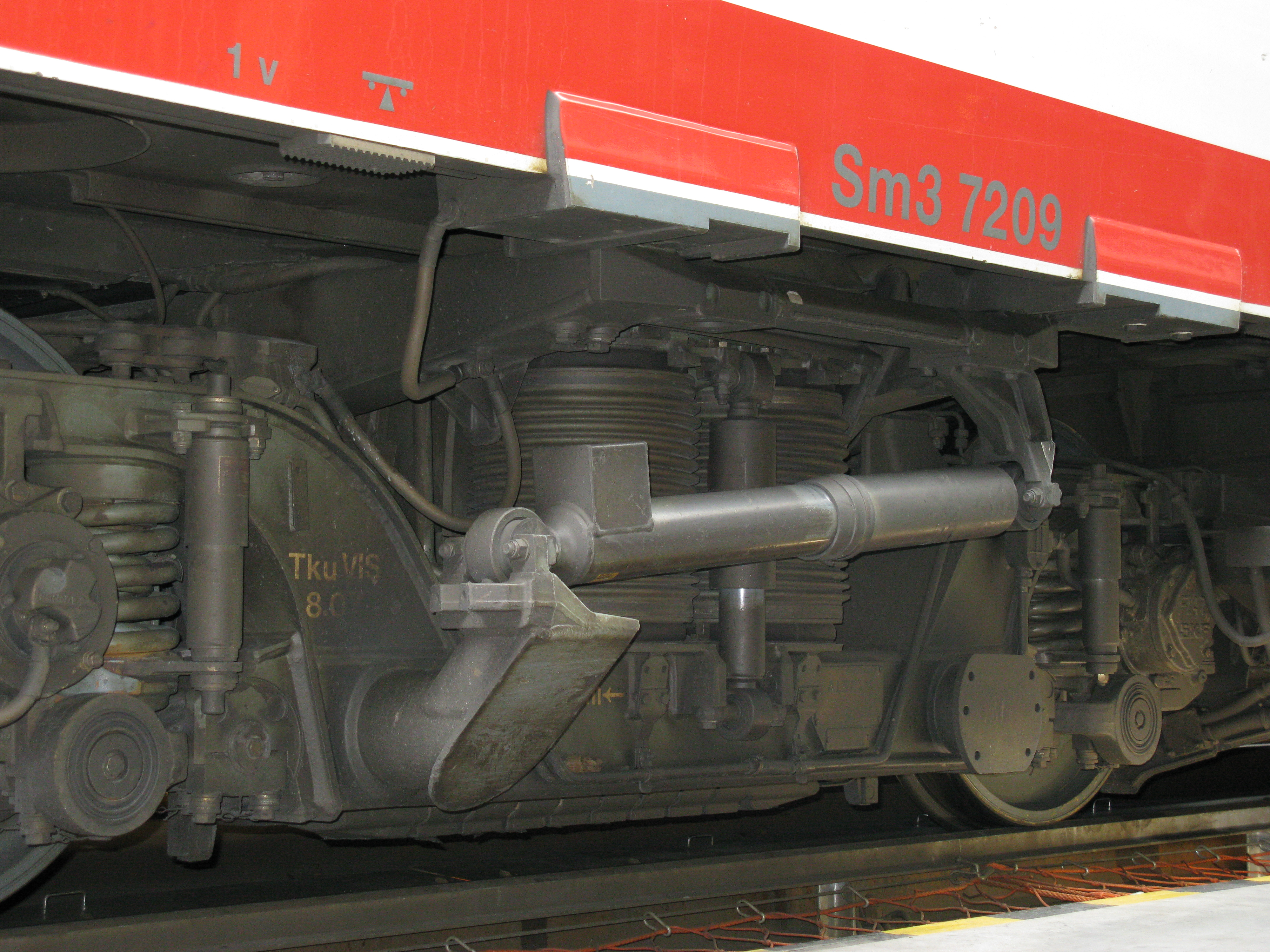
Un bogie et le mécanisme d'inclinaison Fiat.

## Caractéristiques
Comme tous les trains de la famille Pendolino, l'ETR460 utilise une technique de pendulation brevetée par Fiat Ferroviaria, et qui permet notamment d'améliorer le confort dans les courbes.
Le matériel livré à la Finlande, type S220 renommé Sm3, a été mis au point à partir du type Fiat Pendolino ETR 460 des chemins de fer italiens et adapté aux spécifications demandées par les VR et aux conditions climatiques de la Finlande. Un total de 18 rames a été livré ; les deux premières rames ont été fabriquées sous licence Fiat Ferroviaria par le groupement d'entreprises Rautaruukki-Transtech, constructeur finlandais qui fait maintenant partie du groupe espagnol Talgo.
Le Pendolino a été conçu comme une rame automotrice électrique de façon à maintenir le centre de gravité à un niveau très bas, ce qui permet au train de franchir les courbes à une vitesse supérieure de 35 % à celle permise par un train classique (locomotive + voitures remorquées).
Le type S220, comme le Fiat ETR 460, constitue la troisième génération du Pendolino, en service en Italie depuis 1988. L'équipement électrique, d'une puissance continue de 4 000 kW, comprend un hacheur/convertisseur GTO et huit moteurs asynchrones. Le système de pendulation active, logé entièrement sous les caisses, permet d'organiser librement l'agencement intérieur des voitures. L'attelage entre caisses est extrêmement simple et facilite les opérations d'entretien.
Les rames destinées aux VR (chemins de fer finlandais) comprennent six caisses en deux éléments. Chaque élément comprend deux motrices équipées d'un convertisseur-inverseur 4QC avec quatre moteurs de traction, un par bogie, plus une remorque dotée d'un équipement à haute tension 25 kV à 50 Hz et d'un transformateur de traction. Les voitures d'extrémités comportent une cabine de conduite au profil aérodynamique ; une des voitures est équipée d'un bar.
Les huit moteurs asynchrones triphasés AC délivrent 4 000 kW pour déplacer une masse totale de 328 tonnes à 250 km/h ; l'accélération des rames Pendolino Sm3 est très douce, Il atteint les 200 km/h après 3 minutes et 13 secondes, après avoir parcouru 6,8 km. Le mécanisme de pendulation permet une inclinaison allant jusqu'à 8° à une vitesse supérieure à 70 km/h ce qui réduit la force centrifuge et permet au train d'atteindre sa vitesse maximale de 250 km/h. Selon les essais menés par VR sur le réseau finlandais, ce système de pendulation permet d'atteindre une vitesse de 30 à 40 % supérieure par rapport aux trains classiques sur une ligne traditionnelle.
La vitesse la plus élevée atteinte par les rames finlandaises a été de 242 km/h pendant les essais.
Chaque train est composé de six voitures, d'avant en arrière : IM, CM, TTC, TT, CM et IM. Les voitures IM à chaque extrémité du train sont alimentées et équipées du compartiment de conduite. La voiture CM est une voiture de passagers avec un moteur au niveau des bogies, la voiture TTC est une voiture remorque de passagers, comprenant un pantographe et un restaurant, la voiture TT est une voiture passagers sans moteur qui dispose également d'un pantographe sur le toit. Chaque voiture motorisée est équipée d'un moteur sur chacun des deux bogies. Si nécessaire, deux trains peut être couplés ensemble.
Les rames prototypes et de série comportent plusieurs différences :
- Le nombre de sièges a été augmenté de 264 à 309[27] en modifiant la configuration des sièges en seconde classe en passant chaque rangée de 2 + 1 à 2 + 2 sièges[28].
- Les écrans d'information à l'extérieur des voitures ont été déplacés à côté des portes[29].
- Les prototypes différaient également au niveau du wagon-restaurant qui comportait des équipements supplémentaires[27],[30]. Ils ont été modifiés dans le milieu des années 2000 pour être semblables à ceux des trains de série.

VR a toujours réalisé l'entreteien de ses trains en interne dans ses ateliers d'Helsinki et Turku.

## Les services à bord
VR a voulu que les rames Pendolino soient équipées comme un train haut de gamme. Les sièges disposent de prises audio diffusant les chaînes de radio et de musique locales ; toutefois, le service de radio a été abandonnée en 2010 en raison sa très faible utilisation. Tous les sièges sont équipés d'origine de prises électriques pour les ordinateurs portables et les téléphones mobiles.
Tous les trains Pendolino Sm3 offrent une connexion Wi-Fi à bord pour l'accès à Internet depuis 2010. Les écrans d'information placés dans les allées des voitures passagers de 1re et 2de classe affichent une horloge et la vitesse du train en temps réel plus des messages publicitaires internes à VR. Ils sont également utilisés pour transmettre des informations sur les passagers mal-entendants. Le train est accessible aux PMR en fauteuils roulants, dispose d'espaces pour les animaux de compagnie et des sièges pour les passagers allergiques.
Le train comprend un snack-bar nommé « Prego ». Il a un thème italien et sert des boissons et des repas de style italien en plus des plats traditionnels finlandais,.
Les passagers de 1re classe ont accès à un distributeur en libre-service avec café, thé et journaux du jour. Chaque train dispose également d'un compartiment avec salon fermé pour des conférences pour les groupes d'affaires.

## Les lignes desservies

Le réseau ferroviaire finlandais avec les lignes desservies par le Pendolino (en vert) et la liaison Helsinki-Saint-Pétersbourg assurée par le nouveau Pendolino Sm6 Allegro.

Les trains sont repérés dans les horaires des chemins de fer finlandais par la lettre S. Le réseau Pendolino irradie le pays à partir de la capitale Helsinki. Cinq lignes principales desservent la plupart des grandes villes de Finlande.
Les lignes régulières
- Helsinki - Oulu (- Rovaniemi)
- Helsinki - Vaasa
- Helsinki - Jyväskylä - Kuopio
- Helsinki - Kouvola - Kuopio - Iisalmi - Kajaani
- Helsinki - Joensuu

Ancienne ligne
- Helsinki - Turku du 27/11/1995 au 08/12/2012.

La liaison entre Helsinki et Vaasa a été mise en service le 12 décembre 2011, après l'achèvement des travaux d'électrification de la portion Seinäjoki-Vaasa,.
Les trains peuvent circuler à une vitesse maximale de 200 km/h sur les tronçons entre Helsinki et Seinäjoki, Helsinki et Turku et Lahti et Luumäki. Les autres secteurs sont toujours en cours de modernisation. Seule la ligne entre Kerava et Lahti permet un fonctionnement à la vitesse maximale autorisée de 220 km/h.

## Le parc roulant

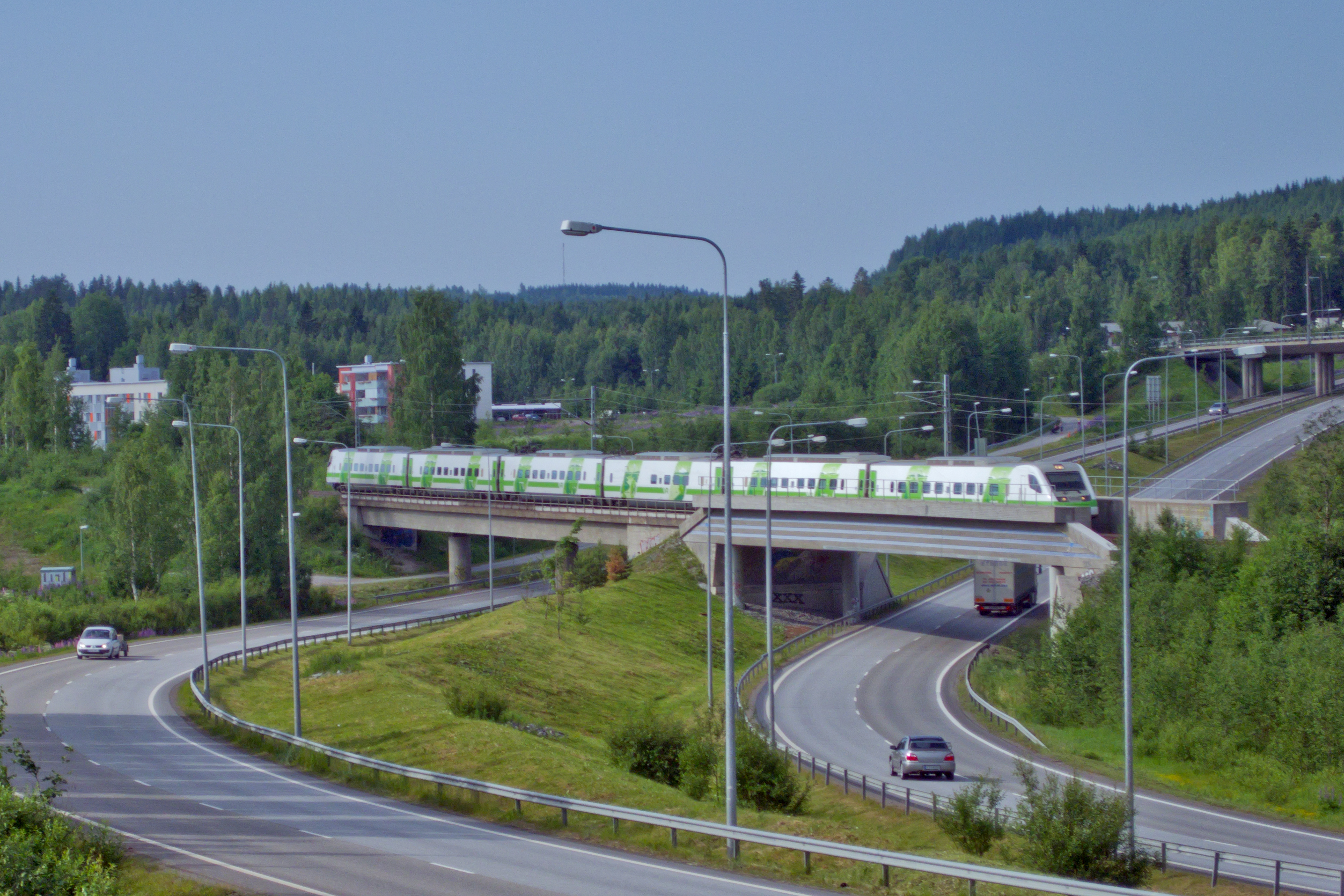
Le plus ancien Pendolino finlandais (unité 7x01 de 1993) à Jyväskylä dans sa nouvelle livrée vert/blanc en 2011.

Au moins deux variantes de livrée ont été testés et ont ensuite été exposées au centre de conférence de VR à la gare centrale d'Helsinki :
- une bande rouge sur toute la longueur du train, avec les parties entre les fenêtres peintes en gris[41] ;
- l'autre est plus semblable au choix final : l'avant du train tout en rouge sans peinture grise du tout[42].

Finalement, la direction de VR a décidé d'opter pour une combinaison des deux solutions, qui garde une certaine ressemblance avec la livrée des trains InterCity finlandais. Le bas des caisses est gris foncé avec une bande rouge qui sépare le reste en blanc avec le haut des caisses peint en gris. Lorsqu'il a été demandé pourquoi les trains n'ont pas repris les couleurs du Drapeau de la Finlande bleu et blanc, le PDG de VR a répondu que le rouge et le blanc correspondent beaucoup mieux à la conception du train et à son image.
Les trains ont été initialement marqués avec seulement un V à la place du logo plein VR pour symboliser le transport à grande vitesse,.
Le même logo a également été utilisé sur la locomotive Sr2. Le nom « Pendolino S220 » figure également sur chaque côté des motrices de la rame pour bien marquer l'origine du train.
Plus tard, le logo de VR remplace le simple V et l'appellation « S220 » est remplacée par « Sm6 »,.
Depuis 2009, VR a repeint sa flotte avec les nouvelles couleurs vert/blanc, conformément à sa nouvelle identité visuelle. La couleur verte a remplacé le rouge.

## Incidents et accidents
Un Pendolino Sm3 a déraillé près de Karis le 25 juillet 2003 en raison d'un défaut d'aiguillage. Les trois premières voitures du train sont sorties complètement de la voie ainsi que le premier bogie de la quatrième voiture.

## Le Pendolino Sm6Allegro

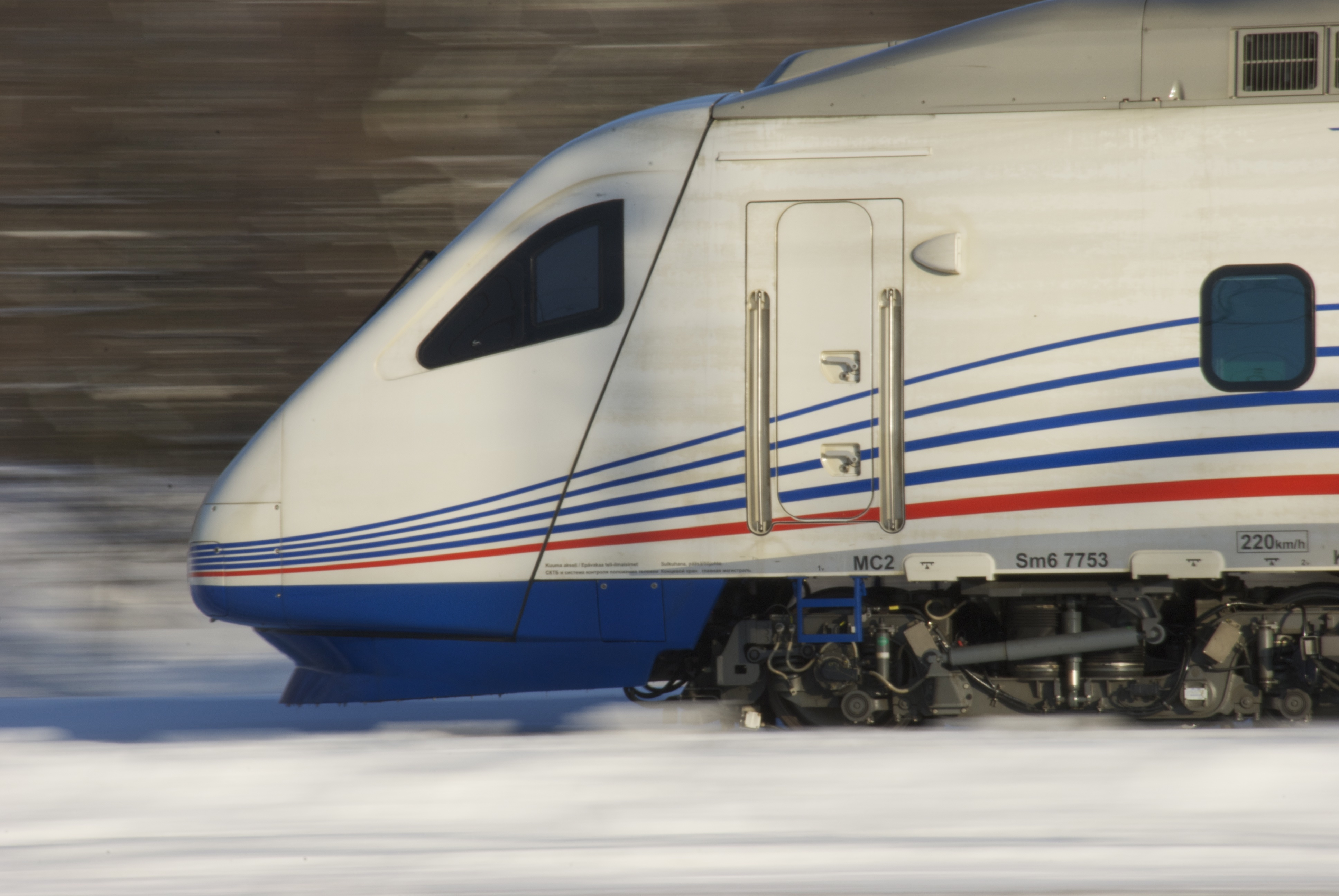
Une rame Pendolino Sm6 Allegro quittant la gare d'Helsinki.

En décembre 2010, Karelian Trains, une coentreprise créée entre VR et les Chemins de fer russes RZhD, a lancé un nouveau service de trains à grande vitesse pour relier Helsinki à Saint-Pétersbourg en Russie avec un nouveau modèle du Pendolino appelé Pendolino Sm6 Allegro.
Les rames Pendolino Sm6 dérivent techniquement des nouveaux ETR 600 tout en conservant les caisses des anciens ETR 460 comme le Pendolino Sm3. La différence la plus importante est que les rames Sm6 comportent sept voitures : une voiture bar-restaurant, une voiture de 1re classe et cinq voitures de 2e classe pour un total de 340 places assises dont deux PMR (personnes à mobilité réduite). Le train est bi-tension en raison des différences entre les systèmes électriques des réseaux ferroviaires finlandais et russe et est équipé de quatre pantographes.
Le Sm6 est réservé aux passagers internationaux et n'est donc pas utilisé pour voyager à l'intérieur de la Finlande. Il y a quatre trains par jour dans chaque direction et la durée du trajet est de 3 h 36,.